# Cordón de las Vírgenes
El cordón de las Vírgenes, es un cordón montañoso ubicado en la Reserva Provincial Río Engaño, Departamento Languiñeo, Provincia del Chubut, Argentina. Hasta 1966 fue reclamado por Chile como limítrofe. El picacho de la Virgen, el cerro Central y el Cóndor forman parte del cordón. Se encuentra al sureste del paso de Serrano, al sur del cerro Herrero y al este del binacional cordón de los Morros.

El cordón en el marco de la disputa limítrofe del río Encuentro-Alto Palena.